# Джаро-Белоканский поход (1803)
Джаро-Белоканский поход (1803) — военная экспедиция Русской императорской армии с целью пресечения набегов на Грузию, закончившаяся присоединением Джаро-Белоканских обществ и Илисуйского султаната в 1803 году.

### Предыстория
Горцы издревле совершали опустошительные набеги в Кахетию и Картли, только пленными Кахетия теряла до 300 семейств. Также Джаро-Белоканских вольных обществах скрывался претендент на грузинский трон, царевич Александр. Русские войска в Грузии отбивали множество набегов, но до сих пор не решались перейти реку Алазань и вторгнуться в Джаро-Белоканские вольные общества, где обычно собирались партии горцев из Дагестана. В январе 1803 года стали ходить слухи о том, что в Джаро-Белоканских обществах ожидают прибытия из Дагестана 8 тыс. горцев, которые намереваются опустошить всю Кахетию до самого Тифлиса. Нападение ожидалось не ранее весны, так как горы, покрытые снегом, представляют в это время года большое затруднение для движения, особенно конных отрядов.
До главнокомандующего поступали противоречивые сведения о намерениях горцев. Сигнахский исправник уведомлял, например, что горцы, изъявляя покорность, готовы выдать скрывающегося у них царевича Александра. Находящийся на зимних квартирах там с батальоном Кабардинского полка подполковник Солениус писал, напротив, что горцы готовятся к вторжению в Грузию; а сам Гуляков, находившийся на алазанской переправе, доносил, что в Кахетию присланы от царевича Александра разные лица, подговаривающие жителей к содействию горцам, и что многие из дворян и князей кахетинских, следуя подговорам, бежали в Белоканы.
Желая узнать истину, князь Цицианов поручил генералу Гулякову сделать обширную рекогносцировку берегов Алазани и собрать по возможности точные сведения о намерениях неприятеля, а вместе с тем избрать места для постройки по Алазани передовых редутов. Последней мерой рассчитывали не только воспрепятствовать набегам горцев Дагестана на Кахетию, но и преградить им прямой путь из Дагестана в Ахалцихе, заставив делать для этого кружной обход через Карабахское ханство.
В случае встречи с неприятелем, и его поражения, Гуляков должен был следовать далее и потребовать выдачи царевича Александра, и добиться согласия на ввод в Белоканы и Джар русских гарнизонов.

### Ход событий

#### Подготовка к походу
Имея во всём Закавказье всего 4 полка, которые занимали ключевые позиции: Кабардинский полк занимал Кахетию, 17-й егерский полк стоял на границе Гянджинского и Эриванского ханств, Тифлисский полк прикрывал Нижнюю Картли, и Кавказский гренадерский полк прикрывал Внутреннюю Картли от набегов горцев из Осетии. Таким образом без ущерба обороне Закавказья главнокомандующий сумел выделить генералу Гулякову только три батальона, два от Кабардинского, и один от Тифлисского полков, при 8 орудиях, и двух сотнях донских казаков, всего 1692 человека.
Этих сил было явно недостаточно, и тогда князь Дмитрий Орбелиани предложил главнокомандующему прибегнуть к старинному способу — созвать ополчение (мориге), созданное в 1774 году царём Ираклием II, ставшее эффективной силой против набегов горцев. Князь Цицианов последовал его совету, и в кратчайший срок было собрано пяти тысячное грузинское ополчение.
Помимо недостатка в войсках, князя Цицианова сильно стесняло, совершенное отсутствие сведений о противнике, главнокомандующий не имел ни карт ни планов местности. Он неоднократно жаловался на это императору. Так как во всём Закавказье находился лишь один картограф с двумя помощниками, и все карты ими составляемые немедленно отправлялись в столицу. И всё же главнокомандующий приказывает генералу Гулякову начать поход.
2 (14) марта 1803 года, русские войска двинулись из Сигнаха в направлении Джаро-Белоканских вольных обществ. Погода им не благоприятствовала, шёл непрерывный сильный дождь со снегом растворивший почву до того, что лошади едва-едва тащили орудия. В полдень 4 (16) марта войска сделали привал, в 3 километрах от брода Урдо. Посланный разведать брод конный отряд состоявший из казаков и грузин под началом полковника Дренякина, доложил что за бродом горцы строят укрепления. Сняв с привала один батальон Кабардинского полка усиленный артиллерией и грузинским ополчением Гулякову удаётся в двухчасовой перестрелке уничтожить укрепления горцев, и заставить их отступить от брода. Однако, сильно разлившаяся от проливных дождей Алазань не представляла возможности перейти её вброд, и преследовать горцев. Только 6 (18) марта, у села Анага, войскам удалось переправиться на другой берег.

#### Дальнейшие события
Получив известие о победе при Белоканах, Цицианов пользуясь успехом, приказывает генералу Гулякову двигаться к Джарам, и заставить горцев присягнуть на верность России, выплачивать дань, и выдать царевича Александра. Между тем к Джарам подошло большое войско Шекинского хана с двумя орудиями, хан являлся союзником Джаро-Белоканских обществ, и в письме Цицианову предлагал свои посреднические услуги в мирных переговорах. В ответном письме Цицианов требовал от Джаро-Белоканских обществ выдачи царевича Александра, выплаты дани, выдачи 5 аманатов, и ввода в Белоканы и Джары русских гарнизонов. А хана он предупредил, что император приказал, оказывать защиту и покровительство всем преданным и добрым соседям, а врагов истреблять силой непобедимого российского оружия. Горцы надеясь на помощь шекинского хана отказались исполнять требования Цицианова.
Получив от Цицианова ещё один батальон Гуляков начинает укреплять свои тылы, и налаживать связь с Кахетией, так как его войска испытывали недостаток продовольствия. Исходя из собственного опыта Цицианов просит Гулякова, приказать солдатам искать пшеницу и ячмень тыкая шомполами по ямам. Обеспечив свой тыл, и приказав полковнику Дренякину строить переправы через Алазань у брода Урдо, русские войска выступают в сторону Джара.
27 марта (8 апреля) Гуляков подошёл к селению Катех, которое было взято после короткой перестрелки. Получив известия о подходе русских войск шекинский хан приказал своим войскам отступать и по пути его войска разорили селения своих союзников.
29 марта (10 апреля) Гуляков без боя вошёл в покинутый горцами Джар.

#### Мирные переговоры
В тот же день явились старшины горцев с предложениями о мире. Гуляков принял старшин в русском лагере и оставил неприкосновенными в Джарах не только дома и имущество жителей, но для большего успокоения последних 31 марта (12 апреля) вывел войска из селения, поставив их бивуаком на берегу Алазани. Прибывшие старшины в количестве девяти человек отправились в Тифлис к князю Цицианову, со стороны Илисуйского султаната на мирных переговорах присутствовали поверенные Бала-юзбаши, Шихали-юзбаши и Мирза Хусейн-оглы. 12 (24) апреля 1803 года был заключён мир на следующих условиях:
1. Все Джаро-Белоканские общества во вечные времена присоединяются к России и выплачивают ежегодно дань в 220 пудов шелка.
2. Илисуйский султанат входит подданство России, с ежегодной выплатой в 10 пудов шелка.
3. Селения Джар, Белокан, Катех, Тала, Мухах, и Джынных в залог своей верности дают аманатов, и отвечают за прочие приписанные к ним селения.
4. Русским войскам предоставляется право располагаться в их селениях по усмотрению начальства, но продовольствием войска должна обеспечивать казна.
5. Общества обязуются не принимать и не укрывать у себя ни царевича Александра и его сообщников, ни дагестанских горцев, которых не должны пропускать через свои владения в Грузию.

Со своей стороны князь Цицианов торжественно дал обещание сохранить обществам их права и преимущества, и не вмешиваться в их внутреннее управление, и оставить за ними все принадлежащие им ингилойские селения, с условием чтобы горцы не препятствовали христианству среди ингилойцев.

### Последствия
Для утверждения русского господства построены были при броде Урдо Александровский редут в котором разместился один батальон Кавказского гренадерского полка, и два укрепления: одно — на местности, известной под именем Царских Колодцев, а другое — в Караагаче, в каждом по две роты пехоты Кабардинского полка. Неподалеку был расквартирован также один батальон Тифлисского полка.
Гуляков был награждён за эту экспедицию орденом св. Георгия 3-й степени, а два батальона кабардинцев, вынесших на своих плечах всю тяжесть боя, заслужили от императора по рублю на человека.
Грузия была защищена от набегов, и в состав России вошли Джаро-Белоканские вольные общества и Илисуйский султанат. Покорение этих государств, доселе никем не покорённых сильно напугало соседних с ними ханов, и ещё раз показало силу Российской империи. Однако горцы окончательно не смирились с поражением, и через год во время Русско-Персидской войны вновь начнут военные действия.